# Aulus Caecina Severus
Aulus Caecina Severus (waarschijnlijk in Volterra, rond 35 v.Chr. - 20 n.Chr) was een zoon van Aulus Caecina Largus Volaterannus en oom van Caius Silius. Hoewel hij uit een niet-senatoriale familie uit Volterra kwam, is hij - vermoedelijk dankzij zijn vaders relatie met Augustus, in 1 v.Chr. consul suffectus geworden. In 6 of 7 n.Chr. is hij legeraanvoerder in Moesia en vervolgens in Pannonia. Van 8 tot 9 of van 9 tot 10 was hij proconsul van Africa. Hij was de legatus Augustus pro praetore van het exercitus Germania Inferior van zeker 14 tot 16, hoewel men vermoedt dat hij eerder aangesteld werd en zeker nog enkele jaren na 16 gediend heeft. Hij liet de legioenen I Germanica en XX Valeria Victrix terugkeren naar de oppidum Ubiorum tijdens de opstand in 14. Hij kon de centurio Septimius echter niet beschermen tegen de muiters. Hij nam deel aan de veldtochten in 14 en 15. In 16 kreeg hij de opdracht een vloot te bouwen. Vanaf 20 zetelde hij in de senaat. Hij was toen waarschijnlijk midden vijftig.